# Сент-Эньян-Гранльё
Сент-Эньян-Гранльё (фр. Saint-Aignan-Grandlieu) — коммуна на западе Франции, находится в регионе Пеи-де-ла-Луар, департамент Атлантическая Луара, округ Нант, кантон Резе-1. Расположена в 13 км к юго-западу от Нанта, в 8 км от автомагистрали E3 (N844), в месте впадения реки Оньон в Гран-Льё, одно из двух крупнейших островов материковой Франции.
Население (2017) — 3 944 человека.

## Достопримечательности
- Церковь Святого Эньяна в стиле барокко XVIII века, полностью реконструированная в 2001 году
- Фонтан Сен-Рашу
- Смотровая площадка на юге от коммуны, позволяющая наблюдать за озером Гран-Льё, его фауной и флорой

## Экономика
Структура занятости населения:
- сельское хозяйство — 0,3 %
- промышленность — 23,3 %
- строительство — 1,8 %
- торговля, транспорт и сфера услуг — 65,3 %
- государственные и муниципальные службы — 9,3 %

Уровень безработицы (2017 год) — 8,2 % (Франция в целом — 13,4 %, департамент Атлантическая Луара — 11,6 %). 

Среднегодовой доход на 1 человека, евро (2017 год) — 23 400 (Франция в целом — 21 110, департамент Атлантическая Луара — 21 910).

## Демография
Динамика численности населения, чел.

## Администрация
Пост мэра Сент-Эньян-Гранльё с 2008 года занимает Жан-Клод Лемассон (Jean-Claude Lemasson). На муниципальных выборах 2020 года возглавляемый им левый блок победил в 1-м туре, получив 71,81 % голосов.
| Период | Период | Фамилия           | Партия                         | Примечания                                                            |
| ------ | ------ | ----------------- | ------------------------------ | --------------------------------------------------------------------- |
| 1975   | 1977   | Ален Шено         |                                |                                                                       |
| 1977   | 1989   | Поль Пувро        |                                |                                                                       |
| 1989   | 2004   | Клод Гобен        | Союз за французскую демократию | член Генерального совета департамента, вице-президент метрополии Нант |
| 2004   | 2008   | Жан-Пьер Гильбо   | Разные правые                  |                                                                       |
| 2008   |        | Жан-Клод Лемассон | Разные левые                   | руководитель предприятия, вице-президент метрополии Нант              |

## Города-побратимы
- Тюнгерсхайм, Германия

## Галерея

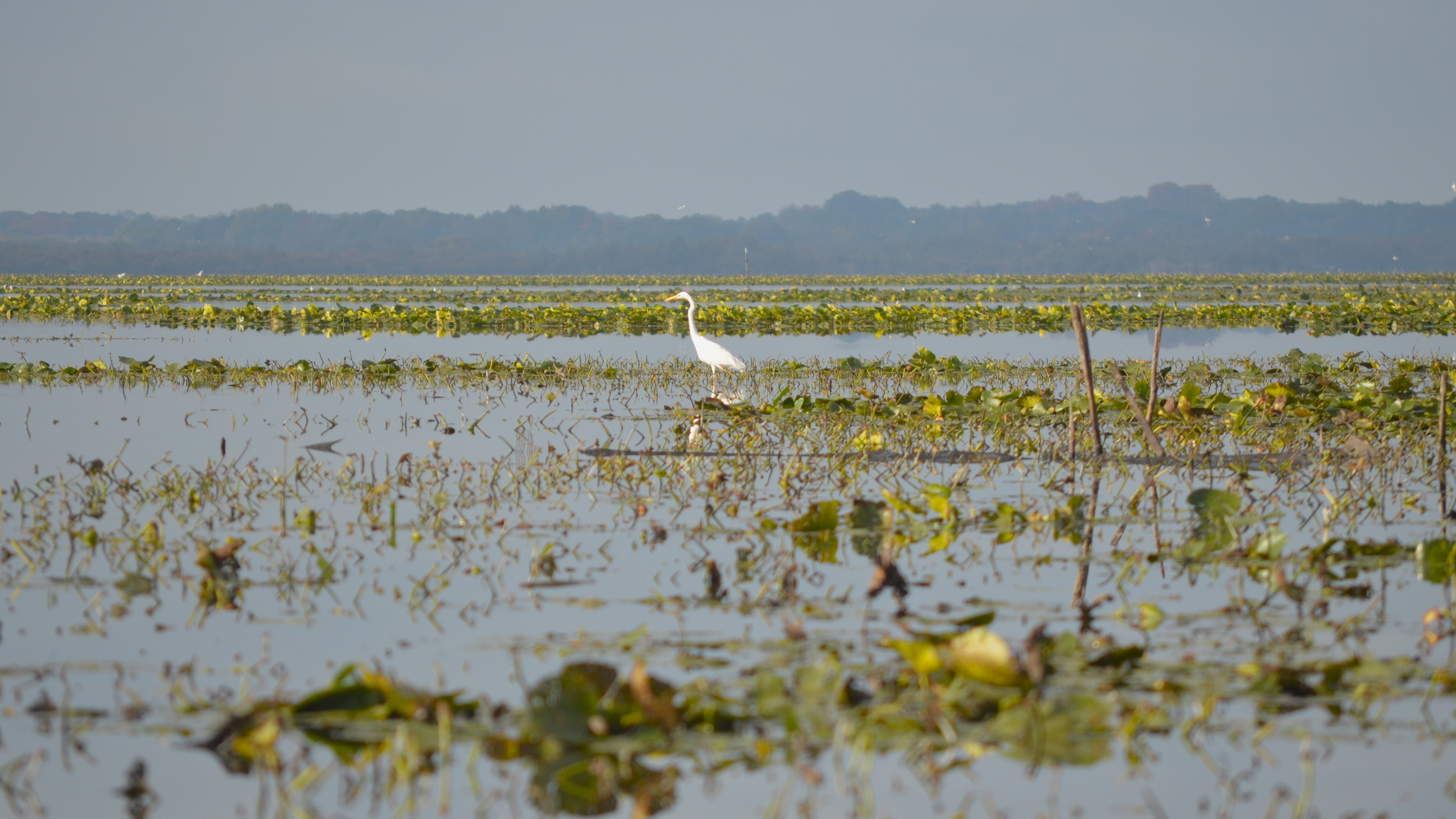
Озеро Гран-Льё
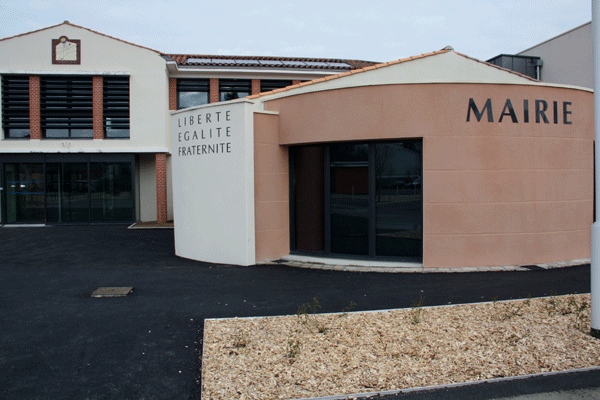
Мэрия